# Pidgin
În sociolingvistică, termenul pidgin denumește o limbă mixtă cu rol de limbă vehiculară între vorbitori cu limbi materne diferite, deci secundă pentru aceștia, care ajung în contact repetat sau extins din cauza unor relații comerciale, a sclaviei, a migrației etc.
Termenul „pidgin” provine probabil din cuvântul englezesc business „afacere”, pronunțat picini de vorbitorii de limba chineză conform sistemului fonologic al acesteia. De aici s-a format denumirea pidgin English, dată pidginului format între limba engleză și cea chineză, format în secolul al XVIII-lea în porturile de pe coastele Chinei. Ulterior, „pidgin” s-a generalizat ca denumire pentru limbile de aceeași natură.

## Procesul de formare și caracteristicile pidginurilor
Pidginuri au început să se formeze încă din secolul al XV-lea, mai ales între limbi europene ca engleza, franceza, portugheza sau spaniola și limbi indigene din Africa, Asia de Sud, Asia de Sud-Est și America, culminând în perioada formării imperiilor coloniale. Însă pidginuri s-au format nu numai pe baza limbilor puterilor coloniale. Astfel, de exemplu, în secolul al XVII-lea, între limba pescarilor și vânătorilor de balene basci care activau în apropierea coastelor peninsulei Labrador, și limbi amerindiene, s-a format un pidgin basco-amerindian. Altul, în secolul al XIX-lea a fost un pidgin ruso-norvegian, numit russenorsk. Pidginuri s-au format și între limbi indigene, de pildă hiri motu, între motu, limbă austronezienă din Papua Noua Guinee și alte limbi locale.
Aceste sisteme lingvistice au apărut în primul rând în zone caracterizate prin dezvoltare economică, vorbitorii lor fiind foarte motivați să aibă un mijloc de comunicare în relațiile comerciale. De aceea, pidginurile din asemenea zone se mai numesc și limbi comerciale.
Pidginurile se caracterizează în general printr-o relație asimetrică între limbile sursă. Limba dominantă din punct de vedere social constituie suprastratul pidginului, din care provine cea mai mare parte a lexicului, iar limba subordonată din acest punct de vedere reprezintă substratul, care are un impact mai mare asupra sistemului fonologic, a semantismului și a structurii gramaticale, de exemplu în cazul lui pidgin English, cu lexic englez și bază gramaticală asemănătoare cu cea a chinezei.
Caracteristica principală a pidginurilor este că sunt sisteme simplificate față de limbile sursă, din cauză că formarea lor pornește de la un limbaj rudimentar de contact, în situația unei necesități urgente de înțelegere reciprocă. Cu timpul, din acesta se dezvoltă o limbă mixtă funcțională care se învață ca limbă secundă pe lângă cea maternă.
Simplitatea pidginurilor constă în faptul că lexicul lor este limitat, sistemul fonologic simplificat, iar structura gramaticală are forme paradigmatice masiv reduse și un analitism pronunțat. Această caracteristică a structurii gramaticale este favorizată în Africa de Vest, Asia de Sud și Asia de Sud-Est de aceeași caracteristică a unor limbi de substrat.
Altă trăsătură a pidginurilor este că recurg deseori la perifraze și la metafore, ex., în tok pisin din Papua Noua-Guinee, gras bilong hed (cf. en  grass belong head, literal „iarbă aparține cap”) „păr”. De asemenea, este frecventă formarea de cuvinte prin compunere cu simpla juxtapunere a componentelor, ex. în tok pisin, papamama „părinți”; în pidginul rusesc din peninsula Taimîr, Москва берёза (Moskva berioza) lit. „Moscova mesteacăn”, sens „icoană”.
S-a observat că pidginuri fără legătură între ele, de exemplu cu bază lexicală engleză, respectiv franceză sunt similare ca structură. Pentru pidginurile din Africa de Vest s-a emis o ipoteză care explică similaritatea structurilor lor gramaticale prin aceea că acestea au la bază un pidgin cu suprastrat portughez format în secolul al XV-lea, după care s-au format altele, cu lexic englez, francez, spaniol etc..
În general, despre pidginuri se poate vorbi numai la trecut. Ele s-au format în timp mult mai scurt decât limbile propriu-zise și au trăit mult mai puțin timp decât acestea. Unele au dispărut atunci când n-au mai avut motiv să existe, cum s-a întâmplat, de exemplu, cu russenorsk, altele au evoluat, încetând să mai fie pidginuri. Din cauza utilității lor, acestea au devenit mai întâi „pidginuri extinse”, limbi auxiliare consacrate de comunitate, care au dobândit un rol social important. Un astfel de pidgin este cel anglo-chinez din Singapore, de când a devenit mijloc de comunicare între vorbitorii de origine chineză cu dialecte materne mutual neinteligibile. Unele pidginuri extinse au devenit așa-numite limbi creole, care sunt limbi materne propriu-zise, de pildă limba creolă haitiană, cu suprastrat francez, sau tok pisin din Papua Noua Guinee, cu suprastrat englez.

## Exemple de pidginuri
Un pidgin foarte simplu a fost russenorsk. Avea 150-200 de cuvinte, îi lipsea verbul „a fi”, nu avea flexiune și folosea o singură prepoziție, cea norvegiană på, cu mai multe sensuri, în sintagme și propoziții ca på moja stova „la casa mea”, sprek på moja „spune-mi”, på Arkangel „la Arhanghelsk”.
Despre existența pidginului basco-amerindian se știe din scrierile unor misionari francezi care au trăit în Canada în secolul al XVII-lea. Unul din aceștia amintea că amerindienii îi întâmpinau pe misionari cu apelativul adesquidex, de la cuvântul basc adiskide „prieten”. Alt misionar nota că amerindienii foloseau cuvântul ania (cf. eu  anaia „frate”) pentru a se adresa numai francezilor. Alte cuvinte din acest pidgin erau elege (cf. eu  errege „rege”), endia „mai multe lucruri” (cf. eu  handia adjectivul „mare”) etc..
Un exemplu de pidgin care era în curs de dispariție la începutul secolului al XXI-lea este cel cu suprastrat rusesc vorbit de populații indigene din peninsula Taimîr. Mai era folosit numai de bătrâni care își mai cunoșteau limba maternă indigenă și nepoții lor, care nu cunoșteau decât limba rusă. Exemplu de propoziție: Тогда война мера охотник человека никуда не пускает Togda voina mera ohotnik celoveka nikuda ne puskaiet lit. „Atunci război măsură vânător om nicăieri nu lasă", sens „Atunci, în timpul războiului, vânătorii nu erau lăsați să meargă nicăieri”.
Un pidgin care a devenit limbă creolă este bislama, vorbită în Vanuatu, unde este limbă oficială alături de engleză și franceză. Are ca suprastrat engleza și ca substrat limbile indigene melaneziene. Ca tip sintactic referitor la topică este o limbă SVO, are prepoziții, posedă și numărul dual, sistemul său fonologic este compus din 17 consoane și cinci vocale. Este predată în școli, folosită în mass-media (în presa scrisă, la radio și la televiziune. Are dicționar și gramatică normativă. Exemplu de propoziție: Fren blong mi i helpem mi (cf. en  Friend belong me (i) helped me) lit. „Prieten aparține eu (marcă a predicatului) ajutat eu”, sens „Prietenul meu m-a ajutat”.
Alte pidginuri cu suprastrat engleză care au dispărut au fost:
- pidginul din insula Sfânta Elena;
- Hobson-Jobson (sau Babu English, Chhi-Chhi), din India, cu substrat hindi;
- Butler English (lit. „engleză de majordom”) din India), cu substrat dravidian;
- Bamboo English (lit. „engleză de bambus”) cu substrat japonez, folosit în timpul ocupației americane de după al Doilea Război mondial;
- Bamboo English adus din Japonia și primind elemente coreene, folosit în timpul războiului din Coreea;
- Maori Pidgin English cu substrat maori din Noua Zeelandă.